# Duel sur Mig Alley
Duel sur Mig Alley est la deuxième histoire des aventures de la série Buck Danny. Elle est publiée pour la première fois dans le journal Spirou du no 3990 au no 3999 en 2014 puis sous forme d'album également en 2014. L'histoire est scénarisée par Frédéric Zumbiehl et dessinée par Jean-Michel Arroyo.

## Résumé
Buck et son escadrille tombent dans le piège tendu par le colonel Korsakov. Leurs Panther F9F de l'aéronavale sont totalement surclassés par les MiG-15 pilotés par la division d'élite soviétique. C'est un massacre.
De retour à bord du porte-avions Boxer, Buck reçoit, lancé d'un biplan, un message personnel de Korsakov. Ce dernier, instrumentalisé par Beria (le chef du NKVD), provoque Buck en combat singulier. Buck décide d'accepter et essaie de mettre toutes les chances de son côté en volant un exemplaire de MiG-15. Contre toute attente, No Kum-sok, un pilote des forces aériennes populaires de Corée, fait défection en livrant son appareil sur la base aérienne de Suwon.
Ceci va permettre à Buck de découvrir les secrets de l'appareil russe. Mais les russes contre-attaquent en capturant Sonny à Taiwan et en l'emprisonnant en Mandchourie. Le duel final se conclut pendant que Tumbler et Tao sauvent par les airs Sonny en cours de transfert vers la Russie.

## Avions
- Grumman F9F Panther
- MiG-15
- Douglas AD Skyraider
- Sikorsky H-5
- Douglas C-47 Skytrain
- F-86E Sabre
- Polikarpov Po-2
- Douglas A-26 Invader
- Douglas C-124 Globemaster II
- North American B-25 Mitchell
- North American P-51 Mustang
- Republic F-84 Thunderjet
- F-86A Sabre

## Historique
Kenneth H. Rowe, né No Kum-sok le 10 janvier 1932 dans le Hamgyong du Sud en Corée du Nord pendant la colonisation japonaise, est un militaire de la force aérienne populaire de Corée devenu transfuge le 21 septembre 1953 — quelques semaines après la fin de la guerre de Corée — en rejoignant la Corée du Sud dans un avion MiG-15.
Son appareil, moderne à l'époque, a pu être étudié par les États-Unis, et notamment par le pilote d'essai Chuck Yeager.